# アルフドルフ
アルフドルフ (ドイツ語: Alfdorf) はドイツ連邦共和国バーデン＝ヴュルテンベルク州レムス＝ムル郡に属す町村（以下、本項では便宜上「町」と記述する）である。

## 地理

### 位置
アルフドルフは、シュヴェービッシュ・グミュントの北西約 10 km、シュトゥットガルトの北郷約 40 km に位置している。地形上の変化に富んだ町域（海抜 308 m から 560 m）は、シュヴァーベン＝フランケンの森自然公園に位置し、ハイキングや保養に適した施設が多くある。周辺にはヴェルツハイムの森が広がっている。

### 気候
年間降水量は 1044 mm である。この降水量はドイツの上位 1/4 に含まれる多さである。ドイツの測候所の 87 % が、これよりも少ない降水量を観測している。降水量が最も少ない月は2月、最も多い月は6月である。6月の降水量は、2月のそれの 1.6倍である。降水量の変動は大きい。測候所の 71 % では、これよりも降水量の変動が小さい。

### 町域の広がり
この町は、東はアーデルシュテッテン、西はタンホーフ、南はハーゼルバッハ、北はへラースホーフにまで広がっている。

### 隣接する市町村
アルフドルフは、北はクシュヴェント、東はシュプライトバッハ、ドゥルランゲンおよびムートランゲン、南はシュヴェービッシュ・グミュントおよびロルヒ（以上、いずれもオストアルプ郡）、西はプリューダーハウゼン、ウーアバッハおよびヴェルツハイム、北西はカイザースバッハ（以上、いずれもレムス＝ムル郡）と境を接している。

### 自治体の構成
アルフドルフは、アルフドルフ地区、プファールブロン地区、フォルダーシュタインベルク地区からなり、全地区合わせて64の村落、小集落、農場、住宅地がこれに属している。

### 土地利用
| 土地用途別面積 | 面積 (km2) | 占有率 |
| -------------- | ---------- | ------ |
| 住宅地         | 1.43       | 2.1 %  |
| 産業用地       | 0.55       | 0.8 %  |
| レジャー用地   | 0.56       | 0.8 %  |
| 交通用地       | 2.77       | 4.0 %  |
| 農業用地       | 27.81      | 40.6 % |
| 森林           | 33.67      | 49.1 % |
| 水域           | 0.41       | 0.6 %  |
| その他の用地   | 1.32       | 1.9 %  |
| 合計           | 68.52      |        |

出典: Statistisches Landesamt Baden-Württemberg

## 歴史
ローマ人は、150年からコブレンツ近郊のライン川とレーゲンスブルク近郊のドナウ川との間にオーバーゲルマニッシュ＝レティシャー・リーメスを建設した。このゲルマンとの国境は現在、アルフドルフの西の町境をなしてもいる。北北西から来たリーメスは、オーデンヴァルトのヴァルデュルン近郊からアルフドルフのハークホーフまで 80 km にわたって一直線に伸び、ここで一旦東に曲がり、隣のプファールブロンの直前で南に折れて、レムスタールをロルヒに向かう。最寄りの城砦は、現在のヴェルツハイム市（北）とロルヒ市（南）にあった。現在のアルフドル町内にローマ人は、リーメスに沿って見張り塔を建設した。そのいくつかの基礎壁が現在も遺っている。
ヴェルツハイム近郊のジープツェナーとは、現在アルフドルフおよびクシュヴェントに属するアルタースベルク、ナルデンハイム、ゼーラハ、ヒンターシュタイネンベルク、フォルダーシュタインベルク、デシェンタール、ヴィガールツリューテ、カプフ、クレッテンバッハにあった17の荘園のことである。広く流布しているが否定された伝承では、中世後期にこれらの荘園は固有の処刑場と結びついた独自の裁判権を有してた。

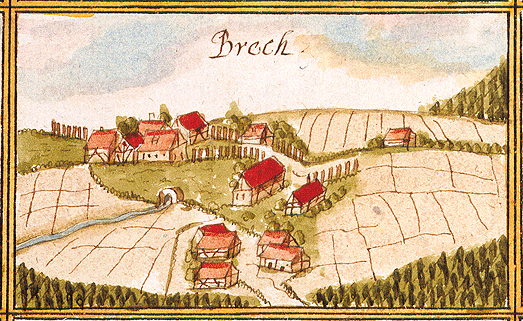
1685年にアンドレアス・キーザーが描いた現在のプファールブロン地区ブレヒ集落

アルフドルフは古い時代に建設され、アウクスブルク司教ヴァルターがアンハウゼン・アン・デア・ブレンツ修道院に寄進を行った1143年に初めて文献に記録された。この所領は1327年にロルヒ領となった。
この村は、1805年までコッハー騎士カントンのホルツ家の騎士領であった。1805年にアルフドルフはヴュルテンベルクの高権下に入り、1807年にオーバーアムト・グミュント、1820年にオーバーアムト・ヴェルツハイムに編入され、1938年からシュヴェービッシュ・グミュント郡に属した。
プファールブロン近郊のライン川（ドイツ語: Lein、コッハー川の支流）が蛇行して南向きの半円を形成しているライネックスミューレの北側にライネック城の遺構がある。
現在の町域は、1972年1月1日に、アルフドルフ、プファールブロン、フォルダーシュタイネンベルクが合併して成立した。

## 住民

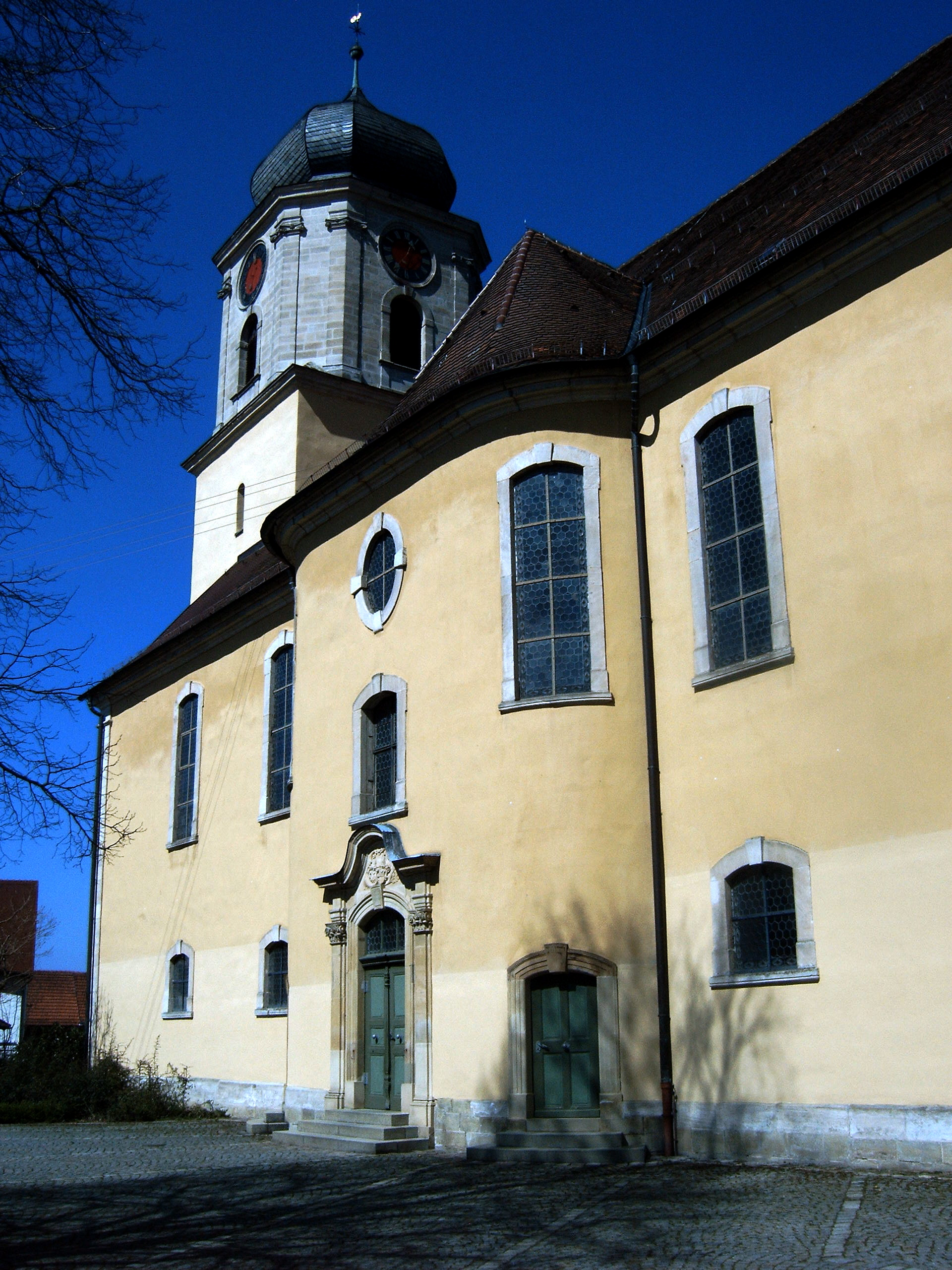
アルフドルフの福音主義シュテファヌス教会

### 宗教
アルフドルフには、福音主義教会、カトリック教会、新使徒派教会、福音主義メソジスト教会が1つずつある。また、フォルクスミッション・アルドルフも存在する。この他に、ハウベンヴァーゼンに近代的な養護センター「シュティフトゥングスホーフ」がある。

### 住民構成
2017年現在のこの町の外国人比率は 7.6 % である。

## 行政

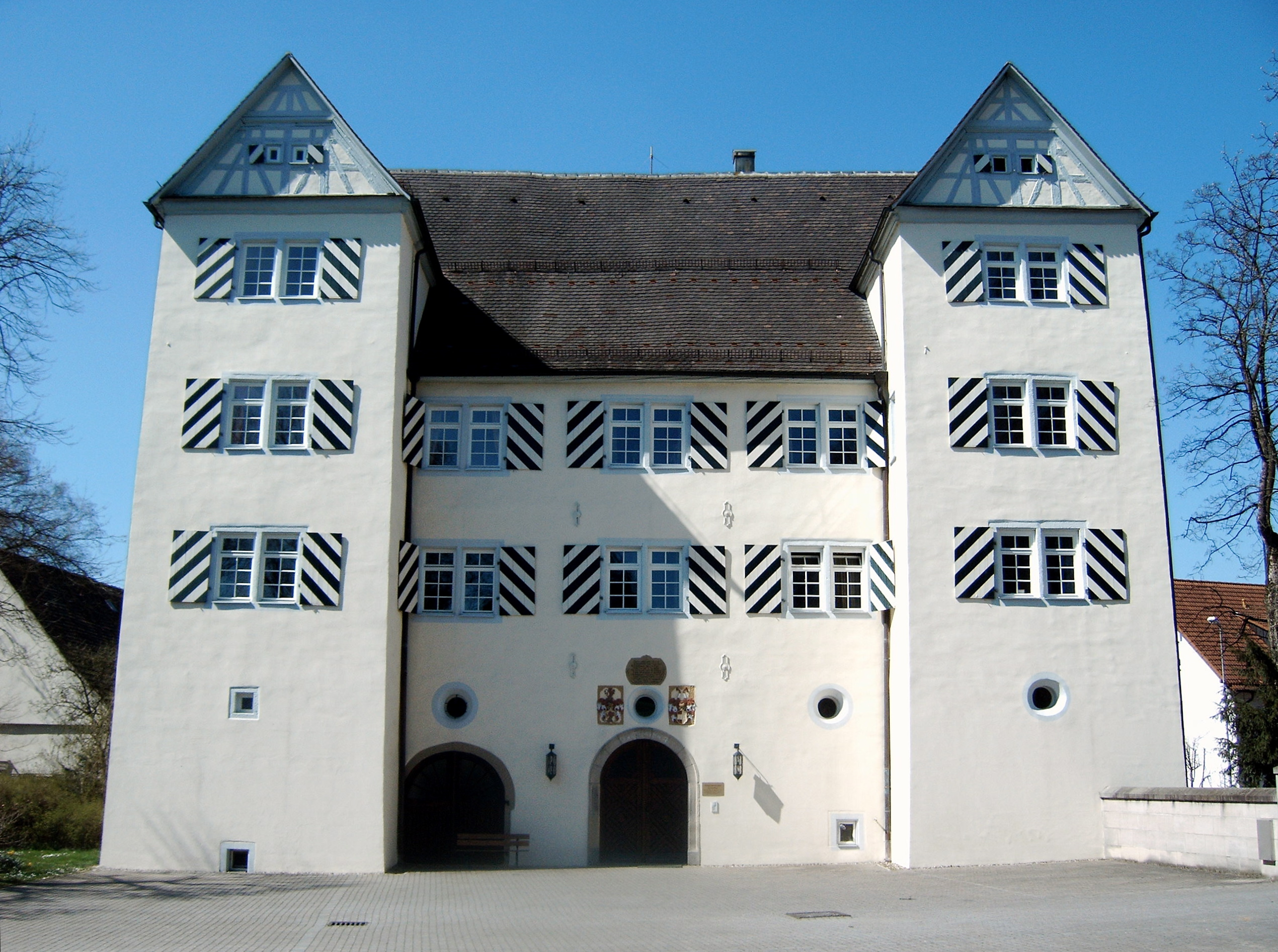
町役場（旧オーベレスシュロス）

### 議会
アルフドルフの町議会は、選挙で選ばれた18人の名誉職の議員と議長を務める町長で構成されている。町長は町議会において投票権を有している。

### 姉妹自治体
- ホスーウーヘテーニ（ハンガリー語版、英語版）（ハンガリー、バラニャ県）2011年

主に学生の交換留学で交流を深めている。

## 文化と見所

### 建築
ヴァルデュルンを起点に南南東に向かって約 81 km にわたって伸びるオーバーゲルマニッシュ＝レティシャー・リーメスの直線区間は、アルフドル町内のハークホーフ近郊を終点としている。リーメスはUNESCO世界遺産に登録されている。シュヴェービッシェ・アルプ協会のリーメス遊歩道 (HW 6) は、この古い国境線沿いにローマ時代の痕跡をたどることができる。ミューレン遊歩道もアルフドルフの町域を通っており、ハインレス水車、モイシェン水車、フォッゲンベルク水車、フンメルガウチェをい含むいくつかの歴史的な水車に触れることができる。

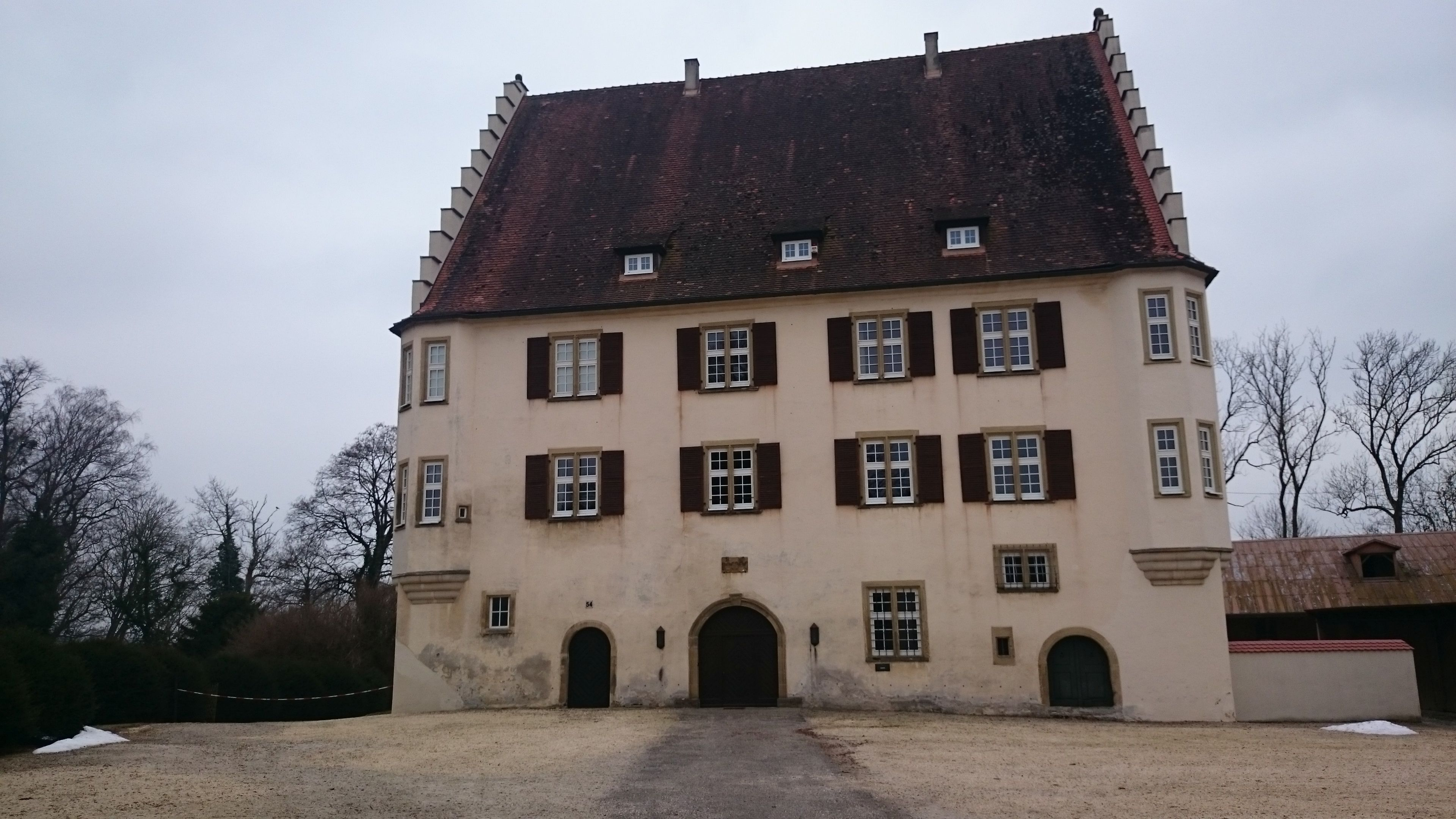
ウンテレス・シュロス

この他の見所として、1776年に完成したシュテファヌス教会がある。
アルフドルフには2つの城館がある。新しいオーベレス・シュロス（上の城）はシュロスパルク（城館公園）内にあり、現在は町の行政機関が入居している。古いウンテレス・シュロスは、1550年頃にシュヴァイツァータールの端に建設された。施主はノイハウゼン家であった。
19世紀半ばに建設されたシュロス通り43番地の建物は、2000年代末に民営の郷土博物館となった。

### 工芸
アルフドルフには陶芸の長い伝統がある。その最盛期には、アルフドルフの陶磁器はシュトゥットガルトの宮廷にも納められた。工芸作品は現在も伝統的な形式で創られている。

### 年中行事
- アルフドルフの街道祭（9月）[11]
- アルフドルフのリヒター市（11月）

### クラブ、サークル、協会
TSV 1921 アルフドルフは、1921年3月15日に、アルフドルフ体操クラブとして設立された。このクラブは1927年に体操・祝祭ホールを建設した。このホールは、学校や他のクラブにも利用され、1935年に町の所有となった。クラブは1947年に現在の名称で新たに結成された。1952年にサッカー部門が FC アルフドルフとして分離された。このクラブチームは2017/18年シーズンをクライスリーガ B で戦った。アルフドルフのスポーツ施設としては、体操・祝祭ホール、体育館、合成樹脂のトラックを持つスタジアム、球技場、ビーチ競技場、野球場がそれぞれ1つと、多くのテニスコートがある。

## 経済と社会資本

### 交通
アルフドルフはシュトゥットガルト交通・運賃連盟のサービス提供地域にあり、オストアルプモービル連盟運賃に属す。最寄りの駅はロルヒ (ヴュルテンベルク)とシュヴェービッシュ・グミュントのレムス鉄道（シュトゥットガルト - アーレン）の駅で、それぞれ 8 km、12 km の距離にある。州道を介して全国的な道路網（バックナングおよびヴァイブリンゲンで連邦道 B14号線、ロルヒおよびシュヴェービッシュ・グミュントで B29号線、さらにB29号線経由アーレンでアウトバーン A7号線）に接続している。

### 地元企業
アメリカの自動車部品業者 TRW 自動車は、アルフドルフで約 1,800人を雇用している。
アルフドルフにあるアストールプラスト・クレーベテクニーク AG は、1960年代半ばに設立され、接着テープを製造しており、約120人を雇用している（2010年現在）。

### 教育
アルフドルフには、ヴェルクレアルシューレを含む基礎課程・本課程学校がある。プファールブロン地区とへラースホーフ地区にはそれぞれ1校基礎課程学校がある。最寄りの実科学校およびギムナジウムはヴェルツハイム、ロルヒ、ムートランゲンにある。その他、多くの幼稚園や、音楽学校 1校、市民大学 1校がある。

## 人物

### ゆかりの人物
- リューディガー・ガム（ドイツ語版、英語版）（1971年 - ）メンタルトレーナー。幼少期をアルフドルフで過ごした。

## 訳注
1. ↑  ヴェルクレアルシューレ (ドイツ語: Werkrealschule) は、ドイツ内でもバーデン＝ヴュルテンベルク州特有の学校形態で、本課程学校の第9または第10学年修了の生徒から選抜で第10学年以降の中等教育クラスに進学できる制度およびその課程